# Гущин, Андрей Юрьевич
Андре́й Ю́рьевич Гу́щин (27 февраля 1966, Выборг, Ленинградская область) — российский офицер морской пехоты и военачальник. Участник боевых действий в нескольких регионах мира. Начальник береговых войск — заместитель командующего Балтийским флотом по береговым войскам (с мая 2013); начальник береговых войск Северного флота (2009—2013). Герой Российской Федерации (13.02.1995). Генерал-лейтенант (11.06.2016).

## Биография
Родился 27 февраля 1966 года в городе Выборг Ленинградской области. Там же окончил среднюю школу, после окончания которой поехал поступать в военное авиационное училище (в детстве увлекался авиацией и мечтал стать военным лётчиком), но не прошёл медкомиссию.
В Вооружённых силах СССР с 1984 года. В 1988 году окончил Ленинградское высшее общевойсковое командное училище имени С. М. Кирова. Служил в 61-й бригаде морской пехоты Северного флота, командовал взводом, с 1990 года — командир роты, с 1993 года — заместитель командира десантно-штурмового батальона, с февраля 1994 года — начальник штаба, с сентября 1994 года — командир десантно-штурмового батальона.
В январе 1995 года в составе сводной бригады морской пехоты Северного флота участвовал в штурме Грозного во время первой чеченской войны. В ходе боёв за здание Совета министров заменил выбывшего из строя командира роты. Под его командованием рота трое суток вела бой по удержанию важного рубежа, отбив за это время 12 атак превосходящих сил противника. Сам Гущин получил сильную контузию, но отказался от эвакуации и продолжил руководить боем.
За «мужество и героизм, проявленные при выполнении специального задания», Указом Президента Российской Федерации № 138 от 13 февраля 1995 года капитану Гущину Андрею Юрьевичу присвоено звание Героя Российской Федерации.
В 1996 году направлен на учёбу. В 1998 году окончил Военную академию имени М. В. Фрунзе. С июня 1998 года служил начальником штаба, а с мая 2000 года — командиром 390-го полка морской пехоты 55-й дивизии морской пехоты Тихоокеанского флота. С февраля 2003 по сентябрь 2006 года командовал 336-й отдельной гвардейской Белостокской орденов Суворова и Александра Невского бригадой морской пехоты дважды Краснознамённого Балтийского флота. Затем вновь направлен учиться в академию.
В 2008 году окончил Военную академию Генерального штаба Вооружённых Сил Российской Федерации. В 2008-2009 годах служил в Главном управлении боевой подготовки Вооружённых сил Российской Федерации. С октября 2009 года — начальник береговых войск Краснознамённого Северного флота.
9 июня 2012 года Указом Президента Российской Федерации № 800 полковнику Гущину А. Ю. было присвоено воинское звание «генерал-майор».
Указом Президента Российской Федерации № 257 от 13 апреля 2013 года — начальник береговых войск флота — заместитель командующего Балтийским флотом по береговым войскам.
В 2016 году являлся командиром соединения российских войск в Сирийской Арабской Республике. В апреле 2016 года занимаемая А. Ю. Гущиным должность стала именоваться: начальник сухопутных и береговых войск — заместитель командующего Балтийским флотом по сухопутным и береговым войскам; 5 апреля этого года указом Президента России № 154 он был утверждён в этой должности.
11 июня 2016 года Указом Президента Российской Федерации № 276 присвоено воинское звание «генерал-лейтенант».
По состоянию на 2021—2022 годы — начальник кафедры военного управления Военной академии Генерального штаба Вооружённых сил Российской Федерации, профессор.
Увлекается авиацией, окончил Приморский аэроклуб, с 2003 года освоил два типа учебных самолётов.